# 요하네스 페캄

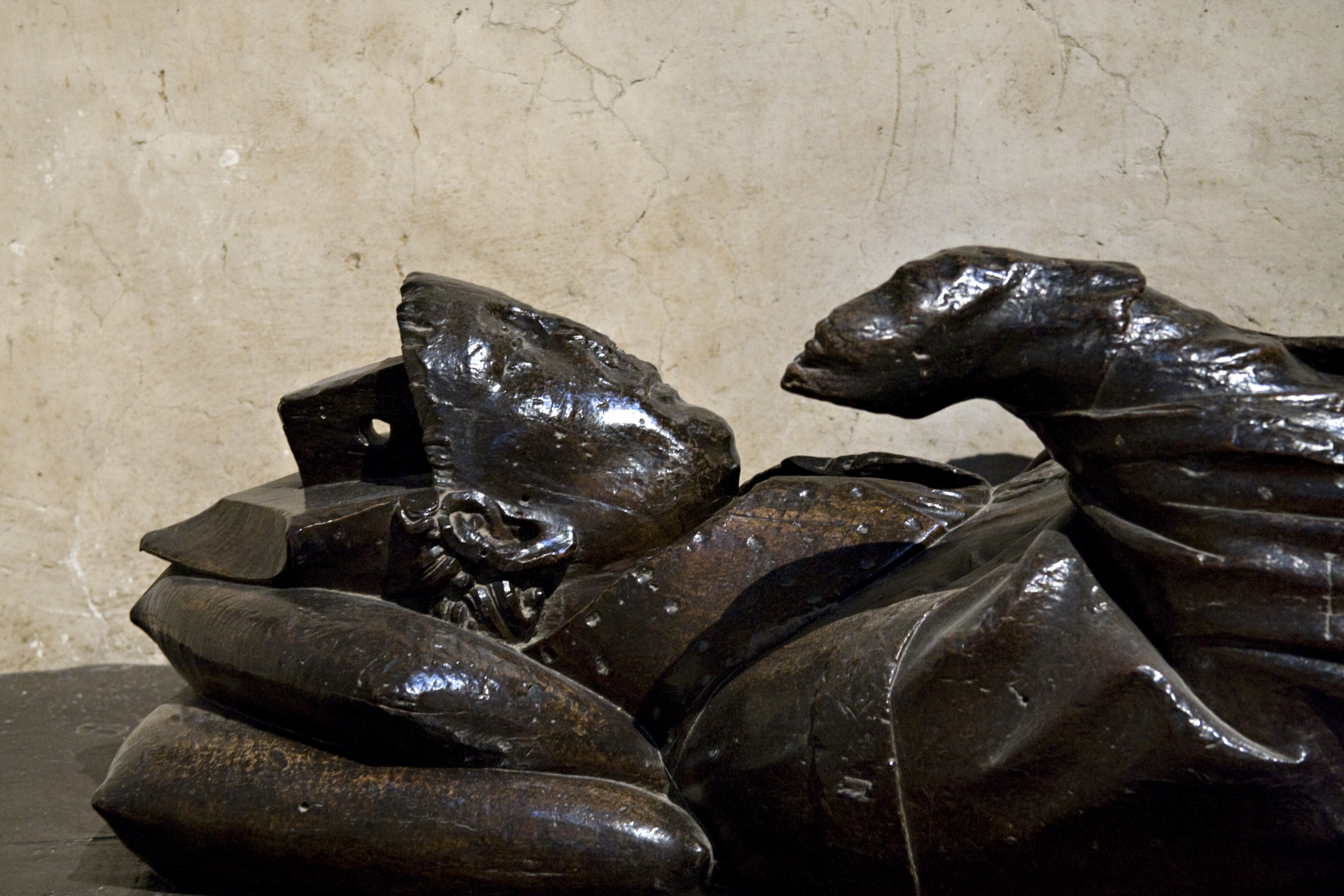

요하네스 페캄(John Peckam 또는 Pecham, 1230년경 ~ 1292년 12월 8일)은 1230년 경 오늘날 영국 서섹스(Sussex) 지방의 패첨(Patcham)에서 태어난 것으로 추측된다. 페캄의 어린 시절에 대해서는 류스(Lewes)의 베네딕토회 수도원에서 교육을 받았다는 것과 1250년대에 옥스퍼드(Oxford)에 있던 프란체스코회에 입회했다는 정도 외에 알려진 것이 없다. 1260년 경 옥스퍼드에서 파리로 보내져 파리대학교에서 신학을 연구했으며 이때 그의 스승인 보나벤투라의 설교들을 들었던 것으로 보인다. 1270년 봄 파리대학교에서 프란체스코회에 할당된 신학교수직에 오른다. 1271년부터 1274년까지 옥스퍼드 대학교에서 11대 프란체스코회 소속 신학교수로 재직한다. 1274년 이후 영국 프란체스코회의 9대 관구장으로 취임하며, 1277년부터 1279년까지는 교황청에서 일한다. 1279년 1월 27일 영국교회의 수장인 캔터베리 대주교로 서임되어 1292년 12월 8일 영면할 때까지 사상가이자 과학자로서는 물론 정치 및 행정가로서 많은 업적을 남겼다.
요하네스 페캄은 무엇보다도 라 마레의 기욤(Guillaume de la Mare)과 더불어 도미니코회의 토마스 아퀴나스에게 최초로 공격을 가한 프란체스코회 수도사로 사상사에 이름을 남겼다. 이로 인해 확실한 근거가 없음에도 불구하고 토코의 굴리엘모가 토마스 아퀴나스 전기문에서 증언하는 토마스 아퀴나스를 신랄하게 비판한 젊고 혈기 넘치는 성명 미상의 젊은 교수가 요하네스 페캄이라고 단정짓는 연구자들이 많을 정도다. 물론 그의 토마스 아퀴나스 비판이 신랄하고 끈질겼던 것은 사실이다. 그러나 페캄은 무엇보다도 헤일즈의 알렉산더와 보나벤투라, 그리고 아쿠아스파르타의 마테오와 더불어 13세기 프란체스코회의 초기 사상적 전통을 대표하는 위대한 사상가 중 하나다. 또한 로저 마스턴과 같은 훌륭한 후학들을 길러낸 훌륭한 선생님이었으며, 더 나아가 요하네스 둔스 스코투스와 오컴의 윌리엄라는 꽃을 피우고 풍성한 열매를 맺게되는 중세 프란체스코회의 미래를 약속한 튼튼한 기초였다. 뿐만 아니라 링컨의 대주교 로버트 그로스테스테, 로저 베이컨으로부터 이어지는 옥스퍼드의 경험학문의 전통을 잇는 중세과학의 거성이었으며, 아랍의 과학, 특히 알하젠의 광학의 전통을 독창적으로 수용하여 널리 보급시킨 뛰어난 광학자였다. 특히 빛의 본질을 수학을 적용하여 다루었던 그의 광학저서들은 레오나르도 다빈치를 비롯한 과학자들에게 17세기까지 서구 광학의 기본서 및 필독서로서 끊임없이 읽히고 인용되었다. 이런 의미에서 요하네스 페캄을 ‘반토마스주의자’(antithomist)로서만 다루는 것은 빙산의 일각만을 바라보는 우를 범하는 것에 지나지 않는다.
요하네스 페캄은 그의 스승 보나벤투라에 비견될만큼 탁월한 정치행정 및 외교감각을 가진 전인적 재능의 소유자였다. 페캄은 1279년 7월 캔터베리 대주교로 부임한 뒤 레딩(Reading)에서 공의회를 열어 영국교회의 개혁에 착수하면서 모든 성당과 공소의 정문에 마그나 카르타를 게시할 것을 결정한다. 영국왕은 이 결정에 정치적인 의도가 있다고 보고 의회를 통해 이 결정을 거부하도록 하였다. 자칫 속권과 교권 사이의 정면충돌이 될 뻔했던 이 사건에서 페캄은 현명하게 뒤로 물러나는 정치적 수완을 발휘했고 그 이후로 영국왕과 전반적으로 원만한 관계를 유지하며 대주교로서 활동했다. 특히 그는 웨일즈 정복 당시 에드워드의 부탁을 받고 외교사절로서 웨일즈의 지배자 리벨린에게 파견되어 정복한 지역의 질서와 평화정착에 기여함으로써 자신의 외교적 수완을 입증하기도 했다.
페캄은 교회의 개혁을 위해 누구보다도 열심을 기울인 열정적인 종교인이자 종교지도자였다. 1250년대에 보나벤투라와 토마스 아퀴나스가 생따무르의 기욤(Guillaume de Saint Amour)의 공격을 무력화 시킨 이후 1260년대 중반 아베빌의 제라르(Gerard d'Abbeville)등의 재속교수들이 또다시 수도회의 생활방식과 청빈을 문제시 했을 때 페캄은 스승 보나벤투라와 토마스 아퀴나스 등과 같은 당대의 거인들과 함께 최전선에 뛰어들어 프란체스코회의 정신을 옹호하는 저술을 남겼다. 또한 그는 영국교회의 개혁을 위해 쉼없이 몸소 암행관찰에 나서 교회의 부정을 단속하고 성직자들의 기강을 잡았던 영국교회의 엄격한 수장이기도 했다. 한편 이런 엄격하고 열정적인 종교인의 모습과는 대조적으로 페캄은 프란체스코회의 분위기를 반영하는 유려하고 따뜻함이 묻어나는 종교적 송가들을 작성한 것으로도 널리 알려져 있기도 하다.
요하네스 페캄의 유해는 현재 캔터베리 대성당에 안치되어 있다.
| 전임 로버트 킬워드비 | 캔터베리 대주교 1279년-1292년 | 후임 로버트 윈첼시 |